# Убийство Анны Бешновой
Анна Юрьевна Бешнова — 15-летняя московская школьница, жертва резонансного убийства, которая была изнасилована и убита в ночь с 30 сентября на 1 октября 2008 года недалеко от своего дома во дворе дома 16, корпус 1 по улице Кубинка, Можайский район Москвы. 23 октября был задержан подозреваемый в совершении преступления. В июне 2009 года обвиняемый, гражданин Узбекистана, судом был признан виновным в убийстве, изнасиловании и совершении насильственных действий сексуального характера и приговорён к 23 годам лишения свободы. Дело вызвало большой общественный резонанс в российских СМИ и интернете.

## Убийство
В ночь с 30 сентября на 1 октября во дворе дома на улице Кубинка на западе Москвы была убита ученица 10 класса московской школы № 714 Анна Бешнова. Тело было обнаружено в 30 метрах от её школы. Судмедэксперты установили, что погибшая перед смертью была избита и изнасилована. При этом, по сообщению СМИ, некоторые жители видели это, но никто не вызвал милицию.
Родители Анны — мать Татьяна Владимировна, с которой она жила, и отец Юрий Эдуардович, живший с другой семьёй уже около 11 лет.
Похоронена в Москве на Востряковском кладбище, уч. № 126.

## Расследование
Как отмечала Газета.ру, «расследование убийства вызвало резонанс и активно обсуждалось в блогах и на форумах в Интернете». В следственном управлении Следственного комитета при прокуратуре России по Москве заявили, что с учётом большого внимания общественности расследованию придаётся особое значение: «следствие учитывает большой общественный резонанс, который вызвало это убийство, а потому опытные сыщики делают все возможное для поиска убийцы. По уголовному делу назначено значительное количество экспертиз, в т. ч. комплексных, продолжаются допросы лиц, обладающих значимой для следствия информацией».
23 октября в съёмной квартире в московском микрорайоне Выхино был задержан подозреваемый, гражданин Узбекистана Фарход Турсунов, 31 год, разнорабочий (гастарбайтер), который дал признательные показания. Представитель ГУВД Виктор Бирюков заявил: «После убийства школьницы активисты некоторых националистических молодёжных организаций попытались использовать это преступление в своих корыстных целях для разжигания национальной ненависти и вражды, призывая расследовать убийство своими силами и предать виновного „народному суду“».
24 октября Замоскворецкий районный суд города Москвы санкционировал заключение под стражу Турсунова, который обвиняется следствием в преступлении. Турсунов, по сообщениям СМИ, является уроженцем Самарканда (Узбекистан). Сам Турсунов отметил, что был в неадекватном состоянии после употребления алкогольных напитков со своими соотечественниками. По его словам, в трезвом виде он никогда бы не совершил преступления. Турсунов, по данным газеты «Комсомольская правда», заявил, что насиловал жертву несколько часов: «Я отпустил её под утро. Она с трудом встала, застегнула джинсы, а потом закричала, что все расскажет матери, напишет заявление в милицию. Тогда я повалил её на землю, начал бить…».

## Общественный резонанс
По сообщениям в центральных СМИ, убийство Анны Бешновой вызвало большой резонанс после обнародования информации в российской блогосфере. Так, агентство «Интерфакс» сообщало, что «убийство Бешновой в силу своей жестокости сразу же получило широкий общественный резонанс». Портал телеканала «Вести» Вести.Ru написал, что убийство «в последние недели стало одной из основных тем, обсуждающихся в российском сегменте интернет-блогов». Информационное агентство РИА Новости писало, что «убийство вызвало серьёзный общественный резонанс». Как пишет издание «Русский репортёр», «жестокое убийство школьницы всколыхнуло общественность».
По данным «Интерфакс», информация первоначально появилась в соцсети ВКонтакте, после чего стала распространяться в блогах LiveJournal.
Крупная российская газета «Комсомольская правда» подробно освещала дело, посвятив ему восемь публикаций с четырьмя видеорепортажами. Один из авторов газеты, Хаирбек Алмакаев, подчёркивал, что убийцей является «дворник-узбек». NEWSru, комментируя заявление министра внутренних дел Рашида Нургалиева о роли общества в раскрытии преступлений, отмечал: «громкое убийство 15-летней москвички Ани Бешновой удалось раскрыть благодаря показаниям её соседей и мощному общественному резонансу».
При содействии ДПНИ 12 октября возле управы Можайского района Москвы был организован несанкционированный митинг, на котором участники потребовали от главы управы взять дело под личный контроль. В сходе приняли участие около 500 жителей и примкнувших к ним активистов ДПНИ и Славянского союза. Александр Белов выразил мнение, что очередное мероприятие «Русский марш» следует посвятить Бешновой. Белов заявил: «для меня Аня — образ современной России и Москвы, которую каждый день насилуют и убивают чужаки». По итогам митинга милиция задержала 35 человек, в том числе самого Белова. По данным газеты «Завтра», среди задержанных был Владимир Тор. Случай вызвал дискуссии в среде русских националистов.

По мнению главы Общественного информационного центра национальной политики Тимура Музаева, ДПНИ использует случай для привлечения к себе внимания:
Теперь преступление в Москве вновь используется ДПНИ для того, чтобы привлечь к себе внимание, чтобы вновь получить массовую базу. А такая база в Москве есть: карликовые скинхедские организации разрозненные, просто молодёжь, которая в силу тех или иных причин заражена межнациональной ненавистью. Для того, чтобы объединить эти организации, ДПНИ нужен лозунг, нужна идея.

Автор журнала «Эксперт», писатель Елена Чудинова считает, что подход ряда СМИ к освещению случая является проявлением политики «двойных стандартов»:
Вот и у нас сегодня всякий, кто пытается привлечь внимание к гибели школьницы, разумеется, «делает себе пиар на крови». (Попадаются выражения и похуже, начисто лишённые элементарного человеческого сострадания к погибшей девочке — «националисты размахивают маленьким трупиком».) Но только возникает вопрос: почему при значительно большем шуме вокруг убийства таджикской девочки никого в самопиаре не обвиняли? Почему в одном случае возможен только «праведный гнев», а в другом — исключительно «пиар»? 
Чудинова критикует статью в «Московском комсомольце», где освещаются подробности личной жизни Бешновой. В другой статье Чудинова, расценивая информацию о личной жизни Бешновой пиар-акцией по «очернению образа погибшего ребёнка», утверждает, что затем из среды «либерально-оппозиционного лагеря» была организована новая акция с целью «отвлечь внимание общества от дела Ани Бешновой». В СМИ была запущена дезинформация об убийстве НС-скинхедами несуществующей в реальности иркутской школьницы-антифашистки Ольги Рукосылы. При этом, как пишет Чудинова, сравнения делались не в пользу Бешновой. Сообщения об убийстве иркутской школьницы появились, в частности, на «Эхо Москвы» (в том числе со ссылкой на Грани.ру), NEWSru.co.il, «Аргументы и факты», в немецкой газете TAZ. В иркутских правоохранительных органах опровергли информацию о существовании такой школьницы.

Активист ДПНИ Владимир Тор также негативно оценил появление информации об иркутской школьнице:
Мы стали свидетелями борьбы двух сценариев, предложенных массовому общественному сознанию. Один взят из жизни — и он крайне неприятен нынешнему истеблишменту как «неправильный», разжигающий. Но такова, увы, жизнь. Парни из ДПНИ говорят горькую правду, называют болезнь своим именем. Ибо признание самого факта болезни есть необходимая предпосылка выздоровления. Второй сценарий, с точки зрения «изряднопорядочных», «правильный» — ужасные русские националисты бедных девочек на улицах кушают, их же шнурками закусывают, препятствуя миру, тиши и благодати в полиэтнической россиянской нации.

Член политсовета «Молодой гвардии Единой России», которая 1 ноября провела акцию протеста против гастарбайтеров, Мария Сергеева считает некорректными высказывания в адрес Бешновой:
Это убийство всколыхнуло Интернет и националистические движения. И почти сразу же на покойную Анну полилась грязь от тех самых офисных рабов. По их мнению, с нормальной московской школьницей ничего такого не могло случиться, на убийство и изнасилование Аня сама нарвалась. Люди, никогда в жизни Аню не видевшие, называли её шалавой и алкоголичкой, безапелляционно утверждая, что Бешнова сама виновата во всем. Откопали её фотографии в мини-юбке, якобы подтверждающие Анину распущенность.
Сергеева отметив, что в таком возрасте она также носила мини-юбки, «ходила в гости к мальчику» и поздно возвращалась домой, осудила подобные оценки.
В последующие дни в Москве было убито несколько иностранцев, что некоторые СМИ увязывали с местью за Бешнову. В ноябре СМИ отмечали увольнение в Можайском районе дворников из Средней Азии.
6 декабря в мусорном контейнере рядом со зданием управы Можайского района была обнаружена голова 20-летнего гражданина Таджикистана Салохитдина Азизова. Согласно электронным письмам, разосланным по адресам ряда правозащитных организаций, ответственность за убийство на себя взяла ранее неизвестная «Боевая организация русских националистов». Следствие рассматривало различные версии. Однако по мнению СМИ версия о причастности неонацистов самая вероятная. Министерство иностранных дел Таджикистана в связи с убийством направило представителю России ноту протеста. Позднее следствие установит, что убийство совершили Алексей Коршунов, впоследствии убивший антифашиста Ивана Хуторского и судью Эдуарда Чувашова, и Александр Паринов. Обращение к властям после убийства составил Никита Тихонов, впоследствии осуждённый пожизненно за убийство Станислава Маркелова и Анастасии Бабуровой.
10 декабря 2008 года на пресс-конференции УВД по Западному округу Москвы было отмечено: «Нацисты использовали трагедию девушки в своих интересах и решили под флагом борьбы с нелегалами устрашать гостей столицы».
Правые группировки России ежегодно в выходные, ближайшие к 1 октября (день гибели Анны), проводят акции, именуемые «День памяти жертв этнопреступности».

## Суд и приговор
8 июня 2009 года Московский городской суд признал Турсунова виновным в убийстве (статья 105 УК РФ), изнасиловании (статья 131 УК РФ) и совершении насильственных действий сексуального характера (статья 132 УК РФ) и приговорил его к 23 годам лишения свободы в колонии строгого режима (прокурор просил назначить наказание сроком в 21 год); кроме того, с осуждённого в пользу родителей Анны взыскано 4 миллиона рублей компенсации морального вреда.
Приговором остались недовольны как адвокат Турсунова, так и родители Бешновой: первый считает, что судом не выяснены все обстоятельства дела, вторые — что приговор излишне мягок (по мнению родителей, убийце следовало назначить наказание в виде пожизненного лишения свободы). Обе стороны заявили о своём намерении обжаловать данный приговор.
6 октября 2009 года Верховный суд России уменьшил срок заключения Турсунову с 23 лет до 22 с учётом его раскаяния и помощи следствию.